# Kofi Amponsah
Kofi John Amponsah (ur. 23 kwietnia 1978 w Akrze) – ghański piłkarz grający na pozycji środkowego obrońcy. W reprezentacji Ghany rozegrał 18 meczów.

## Kariera klubowa
Karierę piłkarską Amponsah rozpoczął w klubie Ghapoha Readers Tema. W sezonie 1996/1997 zadebiutował w jego barwach w ghańskiej Premier League i grał w niej przez dwa lata. W 1998 roku zawodnik wyjechał do Grecji i został zawodnikiem tamtejszego pierwszoligowca, Paneleusiniakosu, w którym grał przez pół roku.
Na początku 1999 roku Amponsah podpisał kontrakt z Olympiakosem Pireus. W Olympiakosie występował w rundzie wiosennej sezonu 1998/1999 i jesiennej sezonu 1999/2000. W obu tych sezonach Olympiakos wywalczył tytuł mistrza Grecji. W 1999 roku zdobył też Puchar Grecji.
Na początku 2000 roku Amponsah odszedł z Olympiakosu do PAOK-u Saloniki. W latach 2001 i 2003 zdobył z PAOK-iem krajowy puchar. Latem 2003 przeszedł do AEK-u Ateny, w którym grał przez półtora sezonu.
Kolejnym klubem w karierze Amponsaha był PAE Egaleo, do którego trafił zimą 2005 roku. W połowie tamtego roku odszedł do Apollonu Kalamaria. W 2008 roku przeszedł do cypryjskiego Enosis Neon Paralimni, a latem 2009 zakończył w nim swoją karierę sportową.
| Sezon   | Klub                  | Kraj   | Rozgrywki                 | Mecze | Bramki |
| ------- | --------------------- | ------ | ------------------------- | ----- | ------ |
| 1996/97 | Ghapoha Readers Tema  | Ghana  | Premier League            | ?     | ?      |
| 1997/98 | Ghapoha Readers Tema  | Ghana  | Premier League            | ?     | ?      |
| 1998/99 | AO Paneleusiniakos    | Grecja | Alpha Ethniki             | 15    | 1      |
| 1998/99 | Olympiakos SFP        | Grecja | Alpha Ethniki             | 5     | 0      |
| 1999/00 | Olympiakos SFP        | Grecja | Alpha Ethniki             | 5     | 0      |
| 1999/00 | PAOK FC               | Grecja | Alpha Ethniki             | 7     | 0      |
| 2000/01 | PAOK FC               | Grecja | Alpha Ethniki             | 18    | 2      |
| 2001/02 | PAOK FC               | Grecja | Alpha Ethniki             | 16    | 0      |
| 2002/03 | PAOK FC               | Grecja | Alpha Ethniki             | 21    | 0      |
| 2003/04 | AEK Ateny             | Grecja | Alpha Ethniki             | 15    | 1      |
| 2004/05 | AEK Ateny             | Grecja | Alpha Ethniki             | 5     | 0      |
| 2004/05 | PAE Egaleo            | Grecja | Alpha Ethniki             | 4     | 0      |
| 2005/06 | Apollon Kalamaria     | Grecja | Alpha Ethniki             | 23    | 1      |
| 2006/07 | Apollon Kalamaria     | Grecja | Alpha Ethniki             | 8     | 0      |
| 2007/08 | Apollon Kalamaria     | Grecja | Alpha Ethniki             | 15    | 1      |
| 2008/09 | Enosis Neon Paralimni | Cypr   | Protathlima A’ Kategorias | 11    | 3      |

## Kariera reprezentacyjna
W reprezentacji Ghany Amponsah zadebiutował w 1998 roku. W 2002 roku został powołany do kadry Ghany na Puchar Narodów Afryki 2002. Na tym turnieju wystąpił w 4 meczach: z Marokiem (0:0), z Republiką Południowej Afryki (0:0), z Burkina Faso (2:1) i ćwierćfinale z Nigerią (0:1). W kadrze narodowej od 1998 do 2007 roku rozegrał 18 meczów.